# Gary Matthews
Gary Nathaniel Matthews Sr. (San Fernando, California, 5 de julio de 1950), más conocido como Gary Matthews, es un exjugador profesional estadounidense de béisbol que se desempeñó en la posición de jardinero izquierdo en las Grandes Ligas de Béisbol (MLB). Logró obtener el premio MVP (jugador más valioso de la Serie de Campeonato de la Liga).

## Carrera
Matthews jugó como profesional cinco temporadas en San Francisco Giants (1972-1976), después pasó a Atlanta Braves (1977-1980), luego a Philadelphia Phillies (1981-1983), posteriormente a Chicago Cubs (1984-1987), y finalmente, a Seattle Mariners, donde jugó una temporada (1987), y fue el equipo en el que se retiró.

## Premios
Fue galardonado con el MVP (jugador más valioso de la Serie de Campeonato de la Liga) en una oportunidad (1983).